# Comté d'Anne Arundel
Le comté d'Anne Arundel (anglais : Anne Arundel County) est un comté de l'État du Maryland aux États-Unis. Il est situé au centre de l'État, sur la côte occidentale de la baie de Chesapeake. Le comté est nommé en l'honneur d'Anne Arundell, la femme de Cecilius Calvert, 2e baron Baltimore, qui était le premier propriétaire de la colonie. Son siège est à Annapolis. Selon le recensement de 2020, sa population est de 588 261 habitants.

## Géographie
Le comté a une superficie de 1 523 km2, dont 1 077 km2 de terres.

### Comtés adjacents
- Baltimore (ville indépendante) (nord)
- Comté de Baltimore (nord)
- Comté de Calvert (sud)
- Comté de Kent (nord-est)
- Comté de Howard (nord-ouest)
- Comté de Prince George (west)
- Comté de Queen Anne (est)
- Comté de Talbot (sud-est)

## Marin Duval
Marin Duval ou encore Mareen Duvall était un des premiers colons du comté d'Anne Arundel. Huguenot expatrié, il a reçu le 25 août 1650 un droit d'exploitation des premiers propriétaires de la colonie du Maryland, la famille Calvert, pour le domaine de La Val sur la rive sud de la South River. Cet emplacement est aujourd'hui situé dans la communauté de Davidsonville.